# Östermalm, Skövde

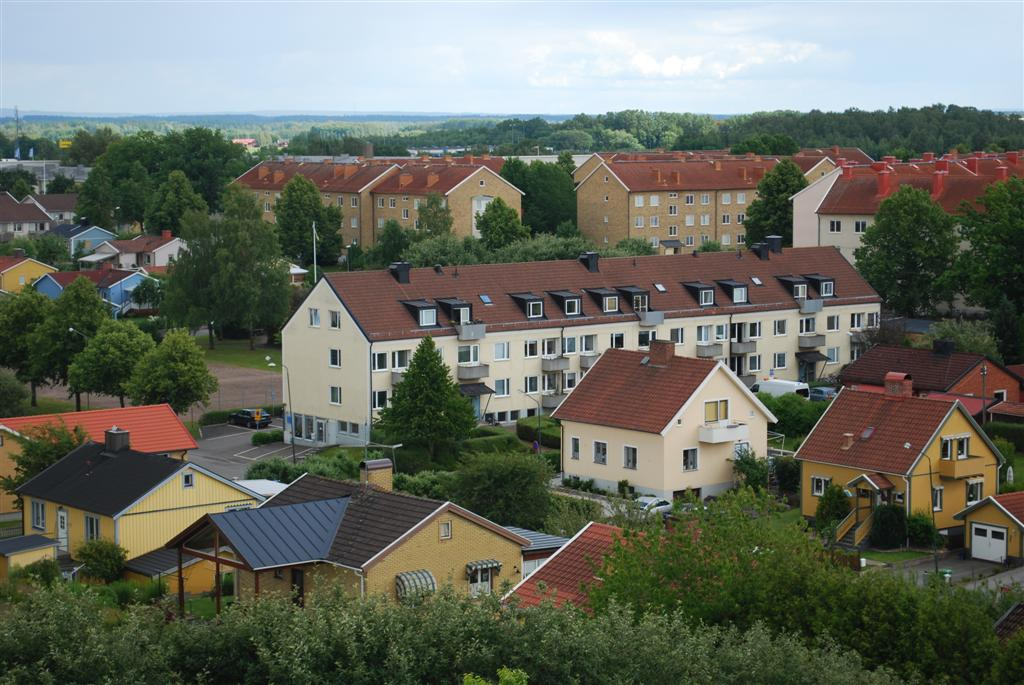
Eriksdalsgatan, Gudheims gränd och i bakgrunden Lakestan

Östermalm är en stadsdel omedelbart öster om Skövde centrum och där bor cirka 5 000 invånare.
Stadsdelen består både av bostadsområden, såväl villor som flerbostadshus, och industrier. Stadsplanen för Östermalm fastställdes 1911 och det var då stadsdelen fick sitt namn. Där det tidigare varit åkermark gjordes nu plats för Pentaverken, en stor park och bostäder. Bebyggelsen är nästan uteslutande från 1920–1950-talen och förutom tre niovåningshus på Henriksbergsgatan, som för övrigt var Skövdes första höghus när de byggdes 1961, präglas stadsdelen av trevåningshus.
Många av de äldre flerfamiljshusen i området kring Grenanders gata byggdes runt 1930 för personalen på Pentaverken, nuvarande Volvo, som också ligger i stadsdelen. Bostadsområdet runt Eriksdalstorget, byggt på 1940-talet, var det första området som det allmännyttiga bostadsbolaget Skövdebostäder byggde. Området kallas Lakestan, efter Skövdebostäders förste VD Gustav Lake och var i bostadsbristens 1940-tal efterlängtat och ansågs mycket modernt. Området är fortfarande populärt med sitt centrala läge och sina välbyggda hus.
På Östermalm finns två skolor: Eriksdalskolan årskurs 1-9  och Kavelbrogymnasiet. Eriksdalskolan, ritad av arkitekterna Boustedt och Heineman, stod klar 1955 och utsågs av tidningen Expressen till "Sveriges vackraste och modernaste skola". Kavelbrogymnasiet med cirka 1 000 elever är en av Skövdes två kommunala gymnasieskolor och har både praktisk och teoretisk utbildning.
I västra delen av Östermalm ligger Boulognerskogen, en park med minigolfbana, fågeldamm och lekplatser. Parken används också för större konserter sommartid och sedan början av 2000-talet ligger här fyra studentbostadshus; tre tiovåningshus och ett artonvåningshus. Parken har funnits sedan 1910-talet och har också haft badplats och vattenkuranstalt. Från Boulognerskogen finns en gångtunnel under järnvägsspåren vid Skövde centralstation och också en inglasad gångbro över stationen. Vid Boulognerskogen östra kant ligger Skövdes gamla sjukhus som sedan det ersattes av Kärnsjukhuset 1973 fungerar som äldreboende.
Bland industrierna på Östermalm utmärker sig Volvo Powertrain där lastbilsmotorer tillverkas.
I korsningen Östergatan-Hultdalsgatan står konstverket "Östermalmspojken"; en bronsstaty gjord av bildhuggaren Åke Sandberg, skänkt till Skövde stad av Föreningen Gamla Östermalmspojkar 1956. Genom stadsdelen går gatan Grenanders gata som fått namn av den i Skövde födde arkitekten Alfred Grenander, mest känd för att ha ritat flera tunnelbanestationer i Berlin.

## Angränsade stadsdelar
Centrum, Timboholm och Mariesjö